# 廷戈區

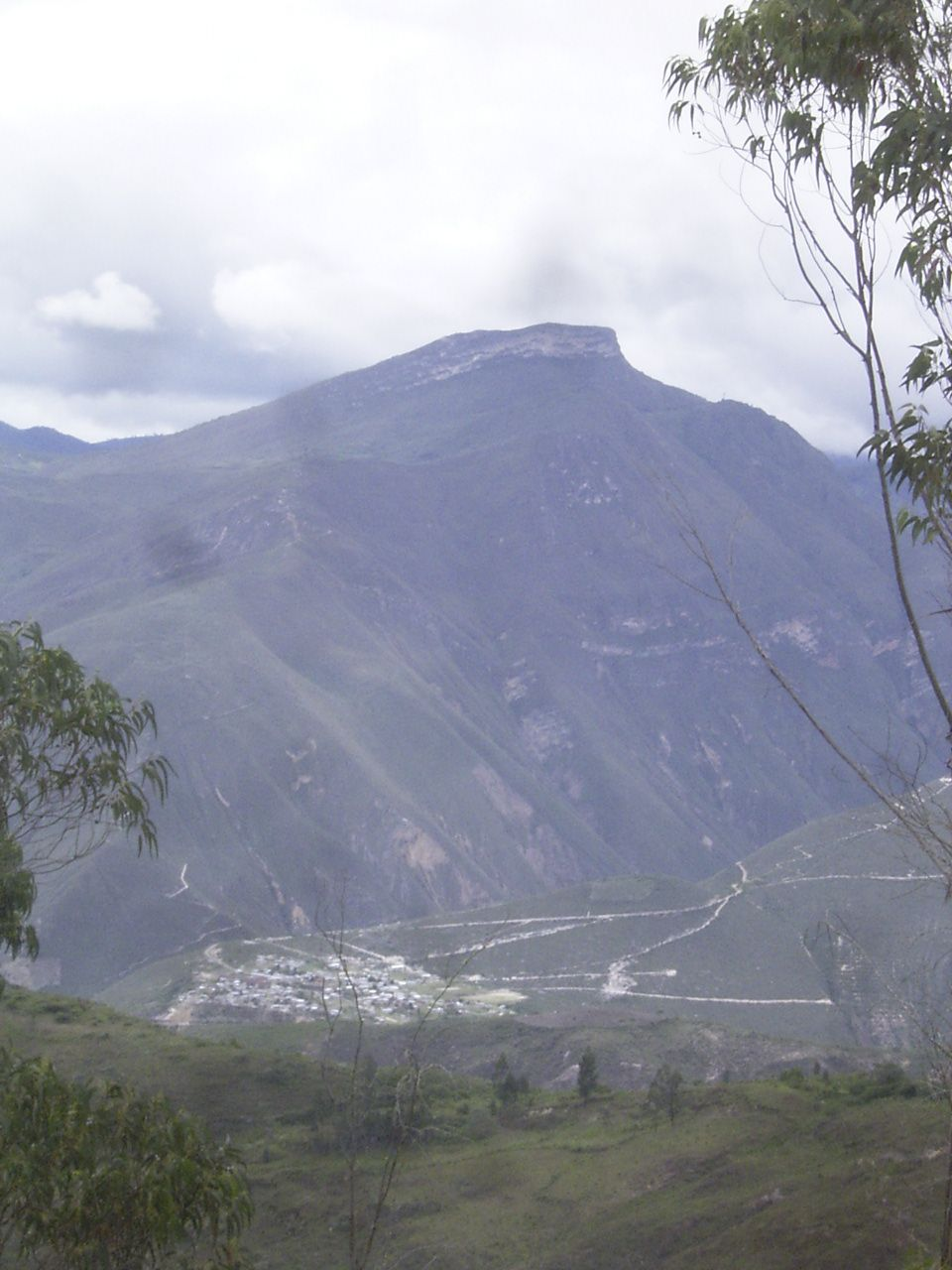

6°22′34″S 77°54′20″W / 6.37611°S 77.90556°W
廷戈區（西班牙語：Distrito de Tingo），是秘魯的一個區，位於該國北部亞馬遜大區的盧亞省，始建於1875年1月2日，面積102.7平方公里，海拔高度1,950米，2005年人口1,202，人口密度每平方公里12人。